# Etruria (Córdova)
Etruria é um município da província de Córdova, na Argentina.